# Pristimantis almendarizi
Espèce
Pristimantis almendarizi est une espèce d'amphibiens de la famille des Craugastoridae.

## Répartition
Cette espèce est endémique de la province de Morona-Santiago en Équateur. Elle se rencontre entre 1 581 et 1 820 m d'altitude dans la cordillère de Kutukú.

## Description
Les mâles mesurent de 23,8 à 26,4 mm et la femelle 38,7 mm.

## Étymologie
Cette espèce est nommée en l'honneur d'Ana De Lourdes Almendáriz Cabezas.

## Publication originale
- Brito & Pozo-Zamora, 2013 : Una nueva especie de rana terrestre del genero Pristimantis (Amphibia: Craugastoridae), de la Cordillera de Kutuku, Ecuador. Papéis Avulsos de Zoologia (São Paulo), vol. 53, no 24, p. 315-325 (texte intégral).